# Chief business officer
Chief business officer (CBO, досл. перкл. з англ.: головний бізнес-директор) — посада вищого виконавчого керівника. Посада поширена в академічних, медичних і науково-дослідних установах (наприклад, університетах, коледжах, інститутах, лікарнях), де CBO відповідає за адміністративне, фінансове та операційне управління організацією. Рідше зустрічається у комерційних компаніях, де як правило доповнює генерального директора, сила та досвід якого зосереджені на продуктах і технологіях компанії.

## Комерційні компанії
Підпорядковуючись безпосередньо раді директорів або генеральному директору (CEO) компанії, CBO іноді виконує подвійну роль як комерційний директор (CCO) та директор зі стратегії (CSO) Часто цю посаду створюють, щоб доповнити генерального директора, сила та досвід якого зосереджені на продуктах і технологіях компанії.
На CBO часто покладаються обов’язки з розвитку, підтримки й проєктного-менеджменту всіх партнерських угод, а також забезпечення маркетингової діяльності, включаючи цифровий маркетинг, розробку стратегії виходу (exit strategy) для компаній, що продаються або виходять на IPO.

## Академічні установи та науково-дослідні інститути
CBO відповідає за адміністративне, фінансове та операційне управління організацією, часто поєднуючи ролі головного адміністративного директора (CAO), головного фінансового директора (CFO) і головного операційного директора (COO). Як наслідок, керівник, який обіймає посаду CBO, як правило, має ширший досвід і набір навичок , ніж особи, що працюють інших посадах того ж рівня.
Як один із найвищих керівників в академічній або дослідницькій організації, CBO може наглядати за стратегічним плануванням на додаток до бюджетування, фінансового менеджменту, управління контрактами, людськими ресурсами, закупівлями, нерухомістю, інформаційними технологіями та ризиками. У багатьох коледжах та університетах ініціативи щодо сталого розвитку та зеленого будівництва входять до компетенції CBO,також інші установи включають відносини з громадою та місцевою владою до сфери відповідальності CBO .

## Використання в Україні
У медичних установах України було впроваджено посаду Генерального директора, що за своєю суттю відповідає CBO у західних країнах.

## Кваліфікація
Багато CBO мають наукові ступені, як от MBA чи PhD. Досвід роботи на посаді CBO зазвичай набувається усередині компанії чи організації, на рівні відділу, підрозділу чи програми до просування на посаду CBO, хоча інколи їх наймають у приватному секторі, уряді чи інших некомерційних організаціях.
Освітні вимоги до посади CBO можуть відрізнятися у кожній комерційній компанії чи та установі .